# S’Ortali ’e su Monti
Der Fundplatz S’Ortali ’e su Monti liegt südlich von Tortoli in der Provinz Ogliastra auf Sardinien. Er ist Standort einer Nuraghensiedlung (italienisch Villaggio nuragico), eines Gigantengrabes und einer Steinreihe.

## Die Nuraghe

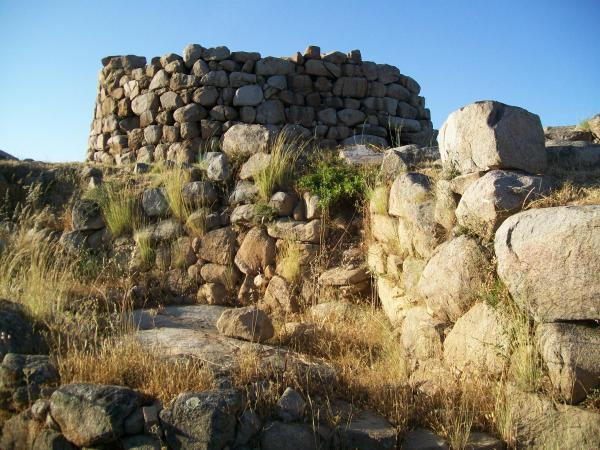
Nuraghe S'Ortali 'e su Monti

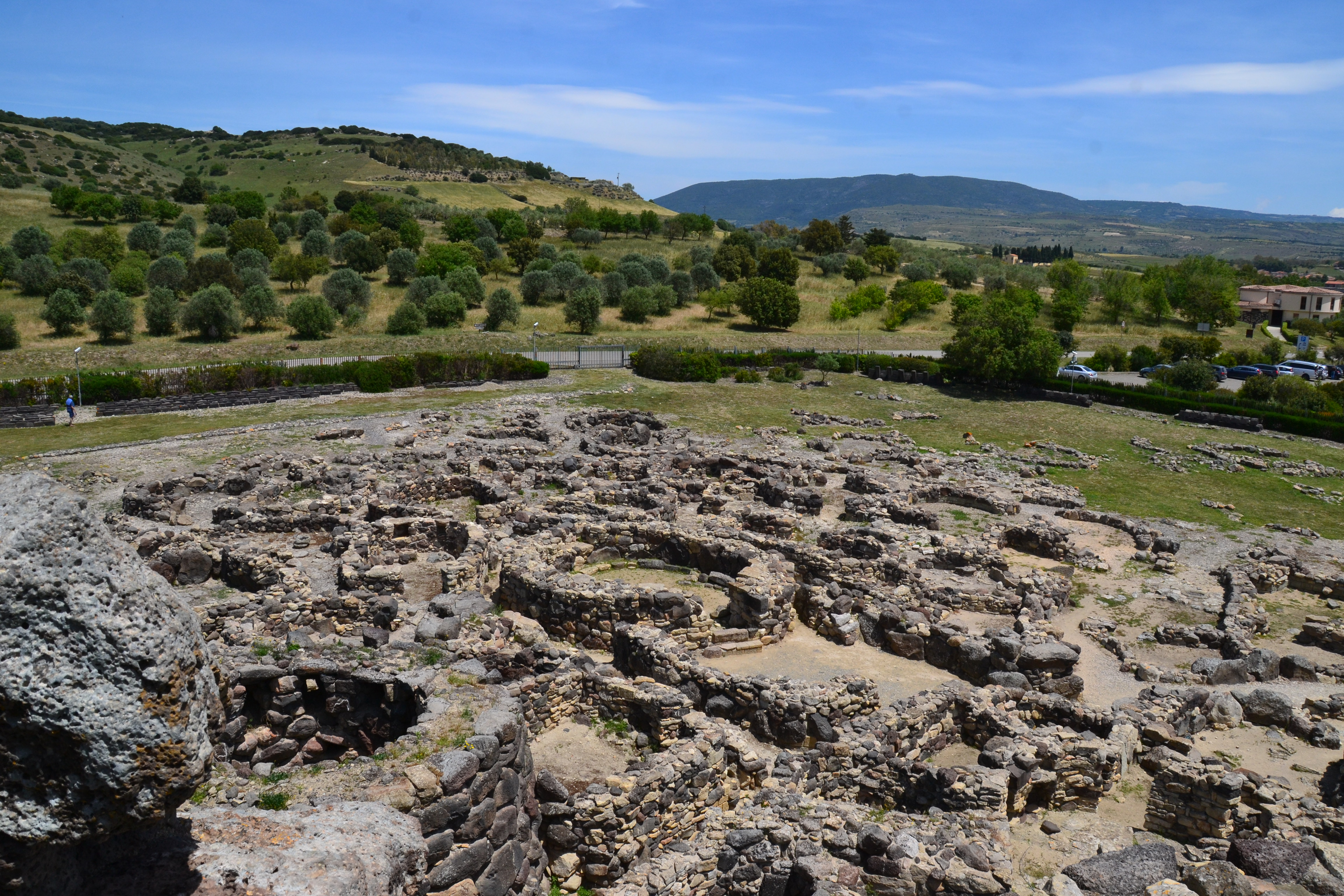
Das Hüttendorf

Die Nuraghe von S’Ortali ’e su Monti (auch Nuraghe San Salvatore genannt) ist eine komplexe Nuraghe mit unregelmäßig elliptischer (nicht konischer) Seitenwand und besteht aus einem zentralen Turm (Mastio) und Seitentürmen. Der Mastio wurde 2010 ausgegraben und mittels einer Schicht aus der Bauzeit auf etwa 1500 v. Chr. datiert. Aus der Römerzeit wurden Bestattungen gefunden. Der Zugang weist einen Sturz auf, der ein wiederverwendeter Menhir ist. Er wird durch eine dreieckige Fensteröffnung überragt mit dem Zweck, ihn vom Gewicht des Mauerwerks zu entlasten. In einigen nuragischen Hütten wurden Silos für die Lagerung von Getreide und Mahlsteine gefunden.

## Die Steinreihe

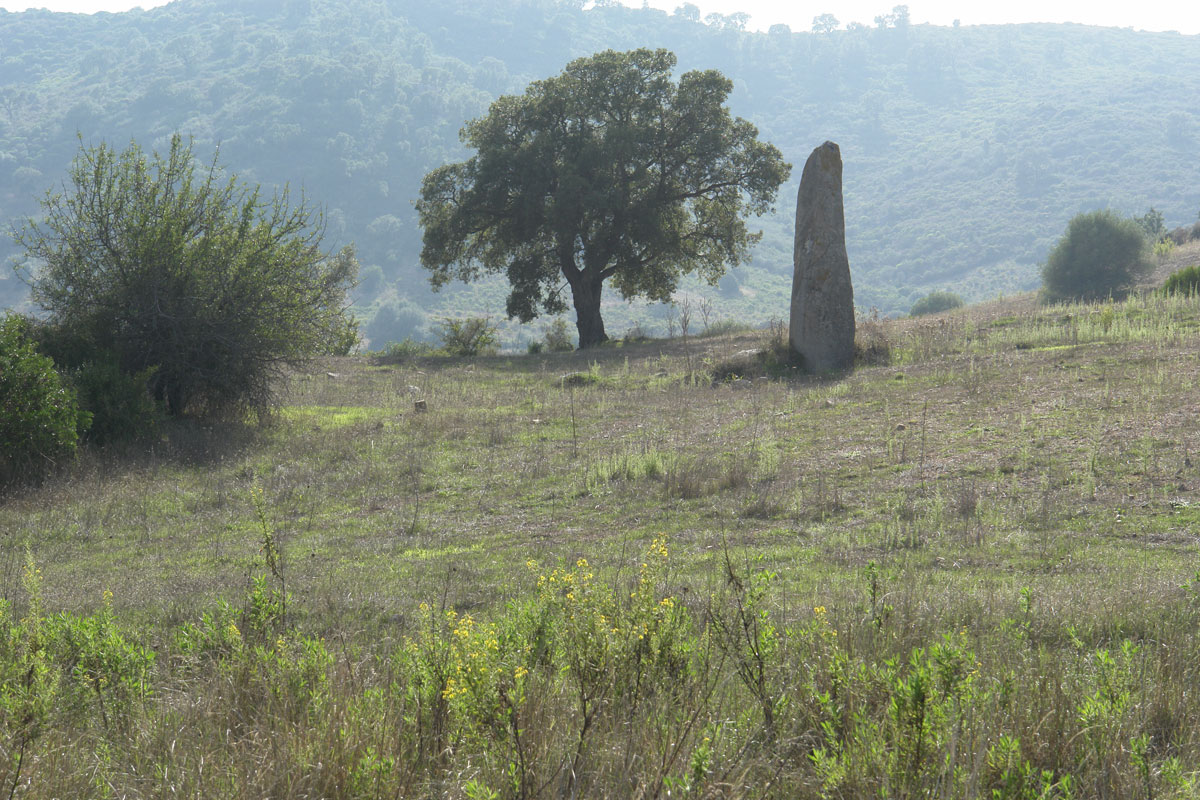
Der Menhir

Der Menhir stammt vielleicht von der Steinreihe auf dem nahen Hügel, wo noch zwei Menhire der Reihe stehen.

## Das Gigantengrab
Das Gigantengrab von S’Ortali ’e su Monti besteht aus dem halbkreisförmigen Bogen der Exedra aus 15 Steinen, von denen einer wie eine Portalstele bzw. deren Rest aussieht, und der Galerie. Die in Sardu „Tumbas de los zigantes“ und (italienisch Tombe dei Giganti – plur.) genannten Bauten sind die größten pränuraghischen Kultanlagen Sardiniens und zählen europaweit zu den spätesten Megalithanlagen. Die 321 bekannten Gigantengräber sind Monumente der bronzezeitlichen Bonnanaro-Kultur (2.200-1.600 v. Chr.), die Vorläuferkultur der Nuraghenkultur ist.
Die Anlage hat eine Zentralstele aufweist, die es bei Anlagen der zweiten Generation auf Sardinien ansonsten nicht gibt. Vor der Galerie steht der obere Teil einer Portalstele, die älter ist als der Quaderbau, der etwa von 1600 v. Chr. stammt. Der Zugang zur Galerie wurde in das Grundgestein geschnitten.
In der Nähe der Nuraghe liegen ein neolithisches Felsengrab (Domus de Janas) und die Nuraghe Santa Giusta.